# Me voy (canción de Julieta Venegas)
«Me voy» es una canción de la cantante mexicana Julieta Venegas, lanzada el 28 de marzo de 2006 como el primer sencillo de su cuarto álbum de estudio Limón y Sal. La canción fue escrita por Julieta Venegas y producida por Cachorro López. Recibió muy buenas críticas, siendo considerada la canción más popular de la intérprete.
El tema tuvo un gran éxito comercial. Alcanzó el número uno en la lista de México por 12 semanas consecutivas, en España, Italia, Argentina y Latinoamérica. En los Estados Unidos, lideró la lista del Billboard Latin Pop Airplay, así como el número 9 en Latin Songs. Fue lanzada en Europa en 2007 y logró la posición número doce en Suiza. La canción fue nominada a los Premios Grammy Latinos en las categoría de "Grabación del año"
El vídeo de la canción fue dirigido por Picky Tallarico. En el vídeo se ve a una Julieta Venegas decidida a dejar a su novio. Ella se sube a un globo aerostático y se muda a distintos lugares con diferentes climas hasta que encuentra uno apropiado para ella, desechando del globo lo que ya no le sirve. Fue también nominado a los Premios Grammy Latinos en la categoría de "Mejor vídeo versión corta".

## Información de la canción
Escrita por Julieta Venegas y producida por Cachorro López. "Me Voy" es una canción pop-rock con toques de música ranchera. fue grabada en 2005 en su totalidad en Buenos Aires, Argentina. Esta canción es de las más exitosas de su carrera y consigue llegar a oídos europeos al ser una propuesta nueva y nunca antes escuchada en el Viejo Continente. La canción es de despedida entre dos enamorados que uno le puso atención al otro y no lo valoró entonces lo que le queda hacer es decir "Me voy" aunque duela y sabe que vendrá algo mejor alguien que sí sepa amarlo/a y que entendió que no hubo suficiente amor.

## Listas
La canción alcanzó las mejores posiciones en los Estados Unidos entra en las listas del Billboard Hot Latin Song en la posición número #9 y también apareciendo en el Latin Pop Airplay en #1. En México a las semanas de haber sido lanzada alcanza la posición número uno en descargas digitales, en la radio rápidamente obtiene popularidad y se mantuvo en #1 por 12 semanas consecutivas y siendo ha sido certificada como Disco de oro. En el Viejo Continente se convierte en todo un suceso, en España estuvo por 26 semanas en la radio y llegó por primera vez a la posición #1 al igual que en descargas por internet. En Italia fue muy bien aceptada, donde la canción ocupó el #3 en ela radio por medio de Descargas digitales llega al #4. El 18 de febrero de 2007 alcanzó la posición #12 en el top de Suiza siendo de las canciones más tocadas en el verano en ese país. En varios países de América Latina ha sido todo un éxito estando en número uno.

## Video

### Desarrollo
El vídeo musical del sencillo fue dirigido por Picky Tallarico, grabado en Buenos Aires, Argentina. Con el actor Emiliano Pandelo . En 2006 fue nominada al Grammy Latino por "Mejor Vídeo En Versión Corta" al igual que en Los Premios MTV 2006 en la categoría de "Vídeo Del Año". En el conteo anual de MTV Latinoamérica Los 100 + pedidos de 2006 Norte el video quedó el la posición #28 y el Los 100 + pedidos Sur #10.

### Vídeo musical
El vídeo comienza con Julieta Venegas en un cuarto donde se le ve cantando a un hombre pero él está durmiendo, interpretado por Emiliano Pandelo. Julieta saca un altavoz y continúa cantando, pero aun así él no le hace caso. Ella empaca sus cosas y se va en un globo aerostático y comienza a volar. Aterriza en un desierto y empieza a aspirar el lugar en donde intenta establecerse pero no le gusta y vuelve a volar. De nuevo aterriza en el Polo Sur en donde aparece pescando, regresa a su "casa", que es un iglú, y comienza a cocinar el pescado. Luego vuelve al globo y comienza a tirar todo lo que ya no le sirve, entre ello va una televisión y al mismo hombre que apareció al inicio del vídeo. Aterriza en un bosque donde los animalitos comienzan a observarla. El vídeo finaliza con ella nuevamente en el globo aerostático diciendo "Me voy".

## Formatos
- Descarga digital

| Me Voy — Single |          |          |  |
| N.º             | Título   | Duración |  |
| 1.              | «Me Voy» | 3:08     |  |

| Descarga digital — Europa |          |          |  |
| N.º                       | Título   | Duración |  |
| 1.                        | «Me Voy» | 3:08     |  |
| 2.                        | «Lento»  | 4:05     |  |

- Sencillo en CD

| Sencillo en CD |          |          |  |
| N.º            | Título   | Duración |  |
| 1.             | «Me Voy» | 3:08     |  |

| Sencillo en CD — Europa |                       |          |  |
| N.º                     | Título                | Duración |  |
| 1.                      | «Me Voy»              | 3:08     |  |
| 2.                      | «Lento» (Bonus track) | 4:00     |  |

| Sencillo en CD — Alemania |                        |          |  |
| N.º                       | Título                 | Duración |  |
| 1.                        | «Me Voy»               | 3:08     |  |
| 2.                        | «Andar Conmigo»        | 3:15     |  |
| 3.                        | «Lento»                | 4:00     |  |
| 4.                        | «Algo Está Cambiando»  | 4:00     |  |
| 5.                        | «Me Voy» (Music Video) | 3:08     |  |

## Posicionamiento en las listas

### Semanales
| Argentina      | Argentina Top 20          | 1  |
| Chile          | Chile Top 40              | 1  |
| Colombia       | Nacional-Report           | 1  |
| España         | PROMUSICAE                | 1  |
| Estados Unidos | Billboard Hot Latin Songs | 9  |
| Estados Unidos | Billboard Latin Pop Songs | 1  |
| Italia         | FIMI                      | 1  |
| México         | Monitor Latino            | 1  |
| Suiza          | Schweizer Hitparade       | 12 |

## Sucesiones
| Predecesor: «Campanas En La Noche» de Los Tipitos       | Top 20 Argentina — Sencillo N.º 1 18 de agosto de 2006 — 24 de agosto de 2006         | Sucesor: «Andando» de Diego Torres                      |
| Predecesor: «Labios Compartidos» de Maná                | Top 20 Chile — Sencillo N.º 1 13 de noviembre de 2006 — 27 de nociembre de 2006       | Sucesor: «Labios Compartidos» de Maná                   |
| Predecesor: «Besos» de El Canto del Loco                | Spanish Single Chart — Sencillo N.º 1 15 de julio de 2006 — 21 de julio de 2006       | Sucesor: «Todo» de Pereza                               |
| Predecesor: «Hips Don't Lie» de Shakira con Wyclef Jean | Latin Pop Airplay — Sencillo N.º 1 22 de julio de 2006 — 5 de agosto de 2006          | Sucesor: «Labios Compartidos» de Maná                   |
| Predecesor: «Seven Nation Army» de The White Stripes    | Italian Single Chart — Sencillo N.º 1 17 de agosto de 2006 — 14 de septiembre de 2006 | Sucesor: «I Don't Feel Like Dancin'» de Scissor Sisters |

### Anuales
| Estados Unidos | Billboard Latin Pop Songs | 17 |

## Certificaciones
| País   | Organismo certificador | Certificación | Simbolización | Ref.   |
| ------ | ---------------------- | ------------- | ------------- | ------ |
| México | AMPROFON               | Oro           | ●             | [ 17 ] |

## Premios y nominaciones
- Los Premios MTV
  - "Canción del Año" - Nominación
  - "Video del Año" - Nominación

- Grammy Latino
  - "Mejor Grabación del Año" - Nominación
  - "Mejor Vídeo Musical Versión Corta" - Nominación

- Premios Lo Nuestro
  - Vídeo del Año - Nominación

- OVMALA
  - Mejor Escenografía Para Un Vídeo - Ganadora